# Zusters van het Heilig Hart van Maria
De Zusters van het Heilig Hart van Maria (in het Frans: Soeurs de Saint Coeur de Marie) is een Belgische rooms-katholieke zusterscongregatie die werd opgericht in 1845. Vandaag betreft het drie autonome congregaties, waarvan de generalaten gevestigd zijn in respectievelijk Berlaar, Hannuit en Schilde.

## Voorgeschiedenis
De voorloper van Berlaarse congregatie werd op 19 maart 1722 gesticht te Gestel, door pastoor Ambrosius van den Bosch, als een Vergaederinge van twee oft dry min oft meer godtvreesende dochters, dewelcke wensen den Here getrouwelyk te dienen tot het einde haers levens door bidden, lesen en werken naert exempel van d’eerste christenen, wiens regel was het heilig evangelie. Hun taak bestond uit de kercke thuys Godts te helpen reynigen en de vercieren en daerenboven kleyne dochterkens te leeren lesen, schryven, nayen en christelyk te leven.
In 1738 werd de Vergadering ontbonden, maar enkele Dochters gingen te Berlaar verder met het gemeenschappelijk leven. Het bleef echter een kleine gemeenschap die nooit meer dan zes leden telde.

## Congregatie
Pastoor Haes van Berlaar zorgde er, samen met Theresia Vermeylen, voor dat de Vergadering tot een officiële congregatie werd omgevormd, wat op 14 maart 1845 werkelijkheid werd. Hiertoe had pastoor Haes een Levenswijs (reglement) opgesteld. In 1856 werd dit vervangen door de Regel van de Heilige Augustinus. Op 2 juli 1857 deden de eerste negen zusters hun gelofte. Ze wijdden zich aan onderwijs, zieken- en bejaardenzorg.
In 1868 werden de eerste zusters uitgezonden, naar Kapellen, in 1871 naar Merksem, waarna tal van verdere uitzendingen en stichtingen volgden. In 1899 vertrokken de eerste missiezusters naar het toenmalige Belgisch-Congo en uiteindelijk waren er 59 missiezusters. In 1907 werd ook missiewerk in Brazilië begonnen, en in 1911 naar Denemarken.
In Berlaar was van 1881-1993 een internaat. Er was een opleiding voor kleuterleidsters en sinds 1906 was er ook een boerderij ten behoeve van een Landbouwhuishoudschool. In 1908 werd een plaatselijke Boerinnenbond gesticht, waar de landelijke Boerinnenbond pas in 1911 ontstond.
Naast Berlaar werden middelbare scholen opgericht te Aarschot, Kapellen, Neerpelt en Stevoort.
Omstreeks 1950 waren er 870 zusters in 63 gemeenschappen. Daarna nam het aantal zusters snel af en uiteindelijk stagneerde in België de instroom. In 2004 waren er in België nog 241 zusters in 26 gemeenschappen. Met de zusters in Brazilië en Denemarken meegeteld, waren er 351 zusters in 41 gemeenschappen.

## Externe bron
- Zusters van Berlaar
- Zusters van het Heilig Hart van Maria
- Congregatie Van De Zusters Van Het Heilig Hart Van Maria, Berlaar in de ODIS